# Londonistan
Londonistan. Jak Wielka Brytania stworzyła państwo terroru (ang. Londonistan: How Britain is Creating a Terror State Within) – książka napisana przez brytyjską dziennikarkę i felietonistkę Melanie Phillips w 2006.
Publikacja jest radykalną krytyką islamu i multikulturowości. Według autorki Wielka Brytania utraciła wiarę w swoją tradycyjną kulturę i historię, co powoduje różnorakie trudności wiążące się z multikulturalizmem oraz dynamicznym rozwojem islamu. Wskazuje brytyjskie elity jako obciążone poczuciem winy za imperialny rozdział historii Anglii, który według establishmentu był ucieleśnieniem zła. Krytykuje Kościół anglikański za uległość i utratę wiary. Jako jeden z objawów upadku Wielkiej Brytanii wskazuje zastąpienie archaicznego (zdaniem elit) brytyjskiego patriotyzmu ideologią praw człowieka. Wszystko to powoduje, że Brytyjczycy utracili sens istnienia jako wspólnota polityczna. Jako ogarnięte patologią wskazuje: inteligencję, media, polityków, prawników oraz policję. Wszystko to sprzyjać ma coraz mocniejszemu rozwojowi religii muzułmańskiej, która jest silna, zwarta i posiada skrystalizowane cele, jak również wartości, wokół których może się jednoczyć. Wypełnia ona próżnię po obumarłych brytyjskich wartościach narodowych, kulturalnych i religijnych. W swej książce autorka szczegółowo charakteryzuje antysemityzm muzułmański (rozdział: Żydzi kozłem ofiarnym), jak również mechanizmy powstawania pejoratywnych pojęć takich jak islamofob, rasista czy człowiek zachowujący się agresywnie, używanych w stosunku do przeciwników multikulturalizmu. Jako punkt zwrotny w upolitycznieniu sprawy islamskiej na Wyspach Brytyjskich wskazuje sprawę Salmana Rushdiego.
Małgorzata Kozłowska w tygodniku Polityka porównała Melanie Phillips do Oriany Fallaci, a Londonistan do Wściekłości i dumy. Phillips stara się według niej udowodnić, że polityka multikulturowości poniesie nieuchronną klęskę, ponieważ tylko nieznaczny ułamek imigrantów, zwłaszcza islamskich, jest się w stanie zasymilować i podporządkować wartościom Zachodu.
U części społeczeństwa brytyjskiego, negatywnie usposobionego do islamu, słowo Londonistan stało się neologizmem oznaczającym pewne pejoratywne ich zdaniem zjawiska społeczne związane z napływem imigrantów muzułmańskich. „Londonistanem” zwane bywa też samo miasto Londyn, będące jednym z głównych ośrodków muzułmańskiego terroryzmu promieniującym na cały glob.